# Robert Schefe
Robert Karl Wilhelm Schefe (* 23. August 1909 in Schwerin; † 1945) war ein deutscher Jurist im Rang eines Regierungsrats, SS-Obersturmbannführer, Gestapomitarbeiter und Führer des Einsatzkommandos 2 der Einsatzgruppe V in Polen.

## Leben
Robert Schefe studierte nach dem Abschluss seiner Schullaufbahn Rechtswissenschaften an den Universitäten in Berlin, Rostock und Jena. Schefe promovierte an der Universität Jena mit der Dissertation Urheberrechtsschutz bei der Rundfunksendung, die 1935 erschien.
Zum 1. April 1932 trat er der NSDAP bei (Mitgliedsnummer 1.027.861). Zudem wurde er im Februar 1934 Mitglied der SS (Mitgliedsnr. 267.268). Noch 1934 wurde Schefe Angehöriger des SD. Im Juni 1943 stieg er in der SS bis zum SS-Obersturmbannführer auf.
Schefe trat 1937 seinen Dienst im SD-Hauptamt an. Von September 1938 bis zum Februar 1940 war er Leiter der Staatspolizeistelle Allenstein. Zwischenzeitlich leitete er zudem von August bis November 1939 das Einsatzkommando 2 der Einsatzgruppe V, das beim Überfall auf Polen zur Ermordung der polnischen Intelligenz eingesetzt wurde. Schefe wurde 1940 für seine „besonderen Leistungen“ mit dem Eisernen Kreuz II. Klasse ausgezeichnet. Von Frühjahr 1940 bis Januar 1942 war Schefe Leiter der Gestapo Lodz.
Danach vertrat Schefe bis März 1943 den Leiter der Gruppe V A (Reichskriminalpolizeiamt) des Reichssicherheitshauptamtes Paul Werner und war in dieser Funktion auch Vertreter von Arthur Nebe. Ende 1942 war er an der Erarbeitung des Gesetzes über die Behandlung Gemeinschaftsfremder beteiligt.
Anschließend war Schefe bis zum Kriegsende Leiter der Berliner Kriminalpolizei und folgte in dieser Funktion Max Haertel nach. Während der Schlacht um Berlin bildete Schefe eine Mordkommission, nachdem am 23. April 1945 auf dem Ulap-Gelände acht Mordopfer entdeckt wurden. Nachdem klar war, dass es sich bei den Toten um Opfer der Gestapo aus dem Zellengefängnis Lehrter Straße handelte, endeten die Ermittlungen. Schefe starb wahrscheinlich während der Schlacht um Berlin. Durch das Landgericht Wien wurde Schefe mit Datum des 31. Mai 1945 für tot erklärt.